# Halina Biegun
Halina Biegun (1955) es una deportista polaca que compitió en luge. Ganó una medalla de bronce en el Campeonato Europeo de Luge de 1976, en la prueba individual.

## Palmarés internacional
| Campeonato Europeo | Campeonato Europeo    | Campeonato Europeo | Campeonato Europeo |
| Año                | Lugar                 | Medalla            | Prueba             |
| ------------------ | --------------------- | ------------------ | ------------------ |
| 1976               | Hammarstrand (Suecia) | Medalla de bronce  | Individual         |